# Mike Simpson
Michael Keith Simpson (nacido el 8 de septiembre de 1950) es un político estadounidense que sirve como miembro de la Cámara de Representantes de los Estados Unidos, representando el segundo distrito congresional de Idaho. Elegido por primera vez en las elecciones de 1998, es miembro del Partido Republicano y anteriormente sirvió en la Cámara de Representantes de Idaho (1984-1998). Fue el 38 ° Presidente de la Cámara desde 1992 hasta 1998.

## Cámara de Representantes de Estados Unidos
Mientras que el Partido Republicano tenía la mayoría en la Cámara de Representantes de Estados Unidos, Simpson a menudo se desempeñaba como Presidente Pro Tempore de la Cámara, particularmente durante los debates sobre legislación controvertida, debido a su dominio del procedimiento de la Cámara. Se sabe que Simpson ha roto varias tablas de resonancia con el martillo mientras llamaba a la Casa al orden. Esto inspiró a Simpson a tener varias cajas de resonancia producidas en Idaho, que presentó al entonces presidente de la Cámara Dennis Hastert (R-IL) como una broma. Cuando el Partido Republicano recuperó el control de la Cámara de Representantes en 2010, Mike Simpson comenzó una vez más a servir con frecuencia como el presidente Pro tempore de la Cámara.
- Datos: Q549521
- Multimedia: Mike Simpson / Q549521